# Adrenaline (album)
Adrenaline je první studiové album skupiny Deftones, které vyšlo 3. října 1995 pod záštitou nahravací společností Maverick Records. Skrytou píseň produkoval Ross Robinson (přezdívaný jako „otec nu-metalu"), ovšem zbytek CD je vytvořeno producentem Terry Datem a Deftones. Název desky zněl zpočátku Communion a některé první kopie dokonce nesly zmíněné jméno, než se titulek alba změnil na Adrenaline. Nahrávka byla ve Spojených státech 23. září 2008 označena jako platinová (1000 000+ prodaných kopií).
Album obsahuje dva singly, 7 Words a Bored, přičemž ani jeden se v rádiích neprosadil a jejich music videa neodvysílala žádná televize. Skupiny Korn, Live a Suicide Silence zhotovili cover verze na píseň „Engine No. 9".

## Seznam skladeb
Všechny písně napsány kapelou Deftones.
1. „Bored" – 4:06 (videoklip)
2. „Minus Blindfold" – 4:04
3. „One Weak" – 4:29
4. „Nosebleed" – 4:26
5. „Lifter" – 4:43
6. „Root" – 3:41
7. „7 Words" – 3:43 (videoklip)
8. „Birthmark" – 4:18
9. „Engine No. 9" – 3:25
10. „Fireal" – 6:36
11. „Fist" Skrytá skladba (Hidden Track) – 3:35

## Obsazení
Deftones
- Chino Moreno – Zpěv
- Stephen Carpenter – Elektrická kytara
- Chi Cheng – Basa, vokály v pozadí
- Abe Cunningham – Bicí

## Hitparády
Album - Billboard (Severní Amerika)
| Rok  | Hitparáda   | Umístění |
| ---- | ----------- | -------- |
| 1996 | Heatseekers | 23       |